# Фіскальні марки Південної Африки

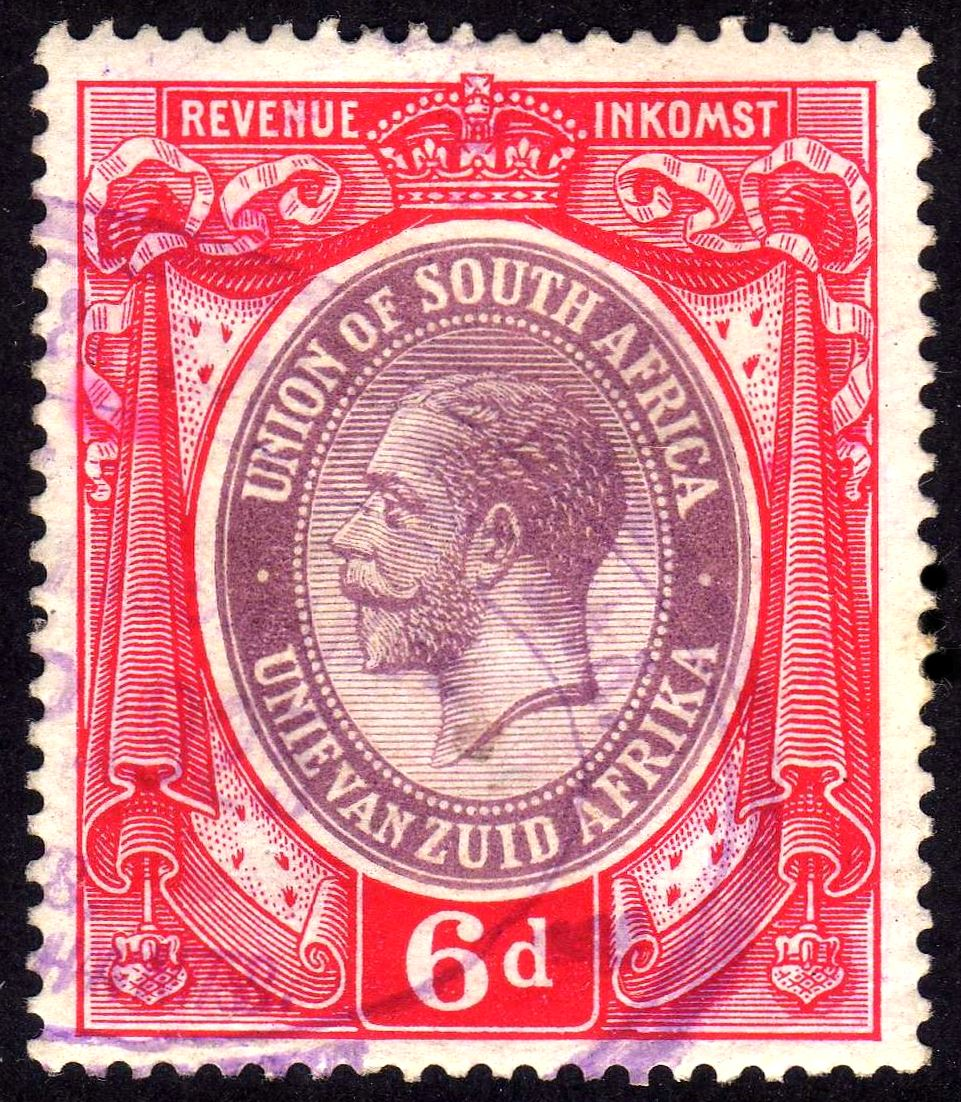
Дохідна марка Південної Африки 1913 року

Південна Африка випускала фіскальні марки з 1910 по 2009 рік. Окрім національних емісій, різні провінції країни видавали доходи приблизно з 1855 р. до ц. 1970 рік.

## Досоюзні стани та провінційні питання

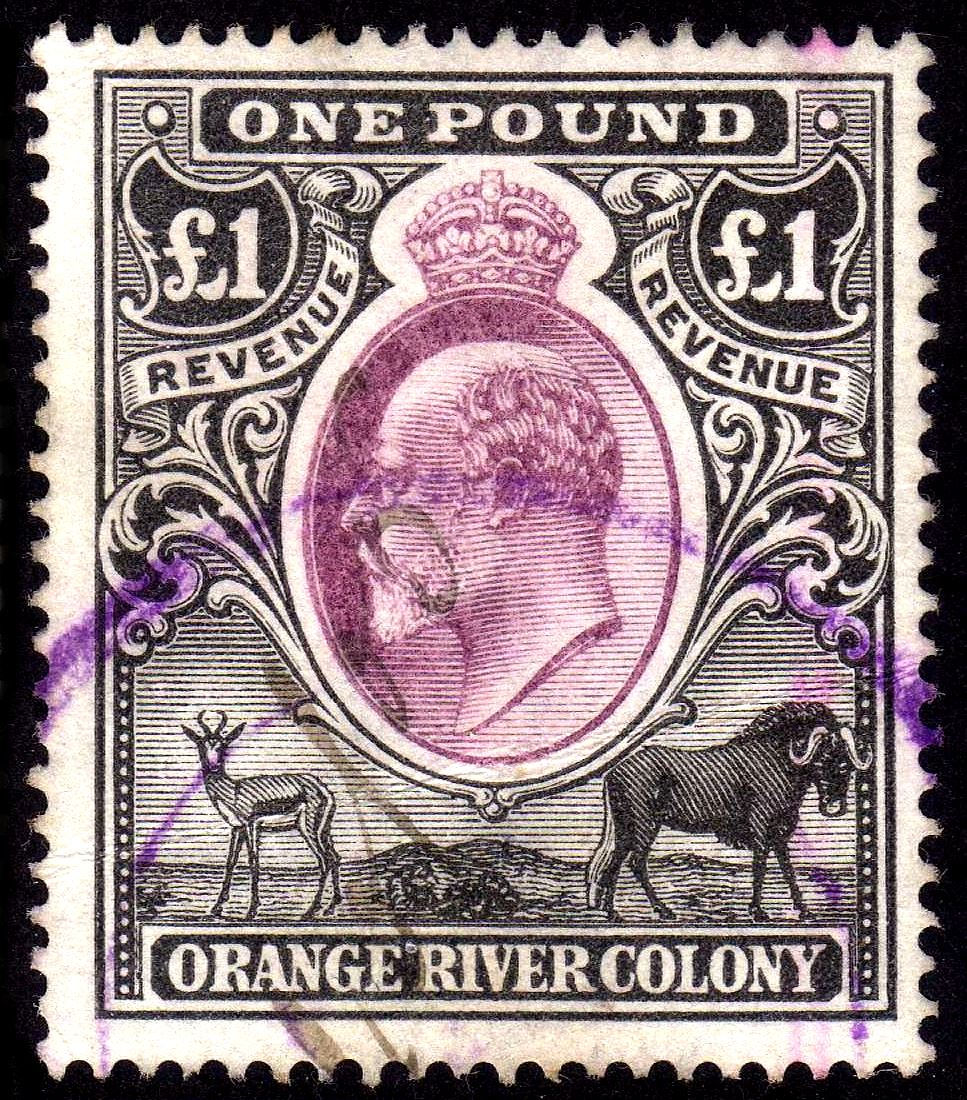
Фіскальна марка колонії Оранж-Рівер номіналом 1 фунт стерлінгів, випущена в 1903 році

До об'єднання Південної Африки в 1910 році кожна частина Південної Африки випускала власні марки. Це були:
- Британський Бечуаналенд (1886—1887)
- Мис Доброї Надії (1864—1910)
- Західний Грикваленд (1877—1879)
- Натал (бл. 1855—1910)
- Республіка Нійове (1886)
- Оранжева вільна держава (1856—1892)
- Колонія Оранжевої річки (1900-бл. 1910)
- Південно-Африканська Республіка (республіка Трансвааль) (1875—1878 та 1886—1894)
- Стеллаленд (1884—1886)
- Трансвааль (колонія) (1876—1884 та 1900—1908)
- Зулуленд (1888—1892)

Після об'єднання свої проблеми виникли й у таких провінціях:
- Мис Доброї Надії (1911—1961)
- Наталь (бл.1918-бл.1965)
- Оранжева вільна держава (1912-бл. 1920)
- Трансвааль (1913-бл.1950)

Місто Дурбан також видавало муніципальні марки з 1957 до приблизно 1970 року.

## Національні питання
Перший загальний випуск доходів Південно-Африканської Республіки відбувся в 1913 році. З того року до 1937 року на всіх південноафриканських надходженнях містився профіль короля Георга V зі зміненими розмірами та написами. З 1938 по 1952 роки на марках був зображений король Георг VI. Оригінальний випуск 1938 року було перевидано у форматі «бантам» у 1943 році, а в 1946 році їх замінив новий дизайн, на якому все ще був зображений король. У 1942 році на місцевих податкових марках було надруковано REVENUE або INKOMSTE. У 1954 році з'явився новий дизайн із зображенням королеви Єлизавети II, але пізніше того ж року вони були швидко замінені випуском із зображенням герба. Вони були перевидані в рандах у 1961 році та замінені цифровим випуском у 1968 році. Вони використовувалися до тих пір, поки в 1978 році не з'явився новий дизайн, також цифра. Вони були остаточно відкликані в березні 2009 року.

### Додаткова фондова плата
Цими марками сплачувалась плата за понад 10 голів худоби, дозволених до випасу на коронній землі. З 1913 по 1937 рік було випущено лише сім марок. Усі ці випуски були прибутковими випусками короля Георга V з накладкою КОМІСІЯ ЗА ДОДАТКОВІ АКЦІЇ (FEE FOR ADDITIONAL STOCK). Існує кілька різних типів цієї накладки.

### Присяжний

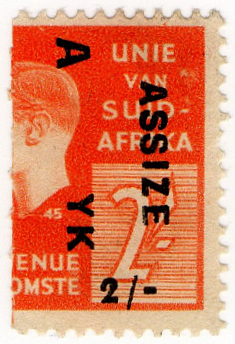
Фіскальна перевірочна марка 1945 року — номіналом 2s

Вони використовувалися для сплати щорічної плати за перевірку вимірювального обладнання, такого як торгові ваги. Багато різних марок було випущено між приблизно 1920 і 1956 роками, і всі вони були фіскальними або поштовими марками, розділеними навпіл (одна половина призначена для квитанції, інша для перевірки дублікату), і наддрукованими ASSIZE (бл. 1920), ASSIZE IJK (c.1923-c.1930) або ASSIZE YK (c.1930-1956) . Усе це дуже дефіцитні або рідкісні фіскальні марки.

### Мито на сигарети
У Південній Африці з 1913 по 1980-ті роки випускалися різноманітні акцизні марки та етикетки для сигарет. Існують десятки різних проблем, і багато з них досить рідкісні, хоча є й загальні.

### Консульська марка

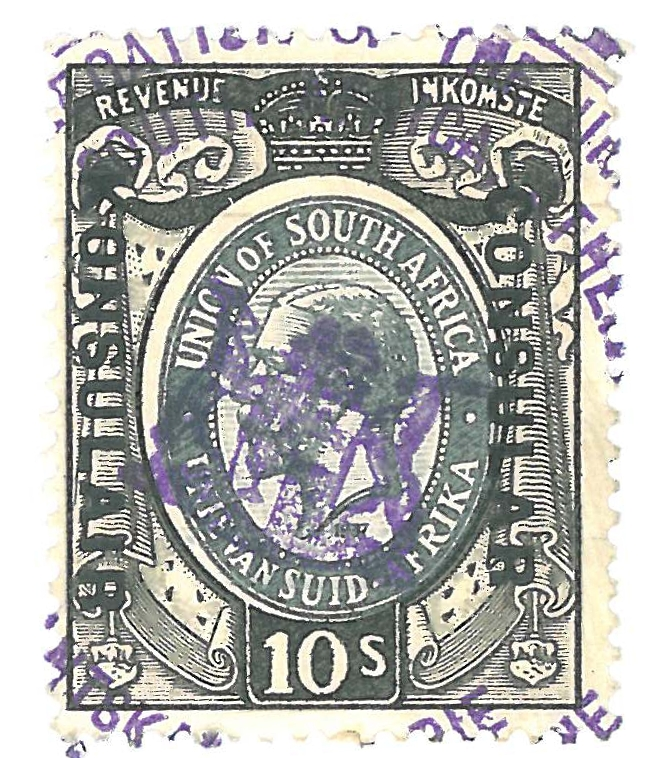
Консульська марка 1937 року

Ці марки використовувалися для сплати збору за візи іноземців, які відвідували Південну Африку. Оскільки вони не використовувалися для місцевих паспортів, вони досить невловимі. Усі вони є прибутковими або поштовими марками з накладкою, і вони були випущені між 1913 і 1980 роками. До 1968 року на надписах було написано КОНСУЛЬСЬКИЙ КОНСУЛАР, а з 1969 року — КОНСУЛЬСЬКИЙ КОНСУЛЕР.

### Мито
Марки використовувалися для сплати податку на імпортну друковану продукцію та продавалися з південноафриканських консульств за кордоном. Усі вони є надпечатками на сучасних поштових марках, і є цілий ряд різних випусків. Перші номери були наддруковані МИТНИЦЯ з 1913 по 1918 рік. На пізніших марках було надруковано напис DOUANE французькою мовою, і вони використовувалися з 1926 по 1954 рік. Більшість митних штампів досить поширені, хоча деякі з високих цінностей менш рідкісні.

### Фермерський молочний збір
Марка з двох частин із зображенням дійної корови була випущена близько 1930 року.

### Рідний податок
Для цього податку в 1942 році була випущена лише одна марка. Він використовувався для сплати податку з місцевих хат чи домогосподарств, щоб заохотити зайнятість замість землеробства чи скотарства. Марка мала досить обмежене використання, а пізніше була надрукована для використання як регулярне використання прибутку. Його також надрукували для використання в Басутоленді та Бечуаналенді.

### Пенальті
Ці марки були використані для сплати пені за несвоєчасну виплату виручки. Усі вони є прибутковими марками, надрукованими або рукописними. Перший випуск 1913 року складався з доходів короля Георга V, надрукованих або PENALTY. або BOETE. (ШТРАФ), а з 1931 року на марках наддруковували ці два слова разом. Відомі рукописні надпечатки «Penalty» або «PENALTY» 1920, 1931, 1937, 1938 і 1968 років. Подібні рукописні накладки, але африкаанс Boete, відомі з 1984 та 1985 років. У 2009 році їх було вилучено через проблеми з регулярними доходами.

## Бантустани
Кожен із чотирьох незалежних бантустанів випустив власні прибуткові марки. Найчастіше зустрічається м'ята, але використовується рідко.

### Бопутатсвана
Єдині прибуткові марки Бопутатсвани були випущені приблизно в 1988 році. Набір складався з дванадцяти марок номіналом від 2 центів до 100 рандів із зображенням герба та написами тсвана (LOTSENO), африкаанс (INKOMSTE) та англійською (REVENUE).

### Кіскей
Єдина прибуткова марка Кіскей була випущена приблизно в 1988 році. Набір складався з десяти марок номіналом від 3c до R100 із зображенням герба та написами коса ( INGENISO) та англійською (REVENUE). П'ять значень від 5c до R10 також були випущені з накладкою ISOHLWAYO/PENALTY чорним або червоним кольором для використання як штрафні марки.

### Транскей
Єдині прибуткові марки Транскей були випущені приблизно в 1988 році. Набір складався з чотирнадцяти марок номіналом від 2c до R50 із зображенням герба, накладеного на національний прапор, і написом коса (INGENISO) та англійською (REVENUE). Сім значень від 5c до R10 також були випущені з накладкою ISOHLWAYO/PENALTY червоним кольором для використання як штрафні марки.

### Венда
Єдині прибуткові марки Венди також були випущені приблизно в 1988 році. Набір складався із семи марок номіналом від 5c до R50 з гербом у форматі, подібному до випуску Транскея, і написами венда (MBULLO) та англійською (REVENUE). Шість значень від 5c до R10 також були випущені з накладкою NDATISO/PENALTY червоним кольором для використання як штрафних марок.

## Іноземні накладки
Доходи Південної Африки були надруковані для використання в ряді інших частин південної Африки. Це були:
- Басутоленд (1913—1948)
- Протекторат Бечуаналенд (1914—1942)
- Південно-Західна Африка (1920—1933 та 1945—1961)
- Свазіленд (1913—1931)